# 平瀬作五郎

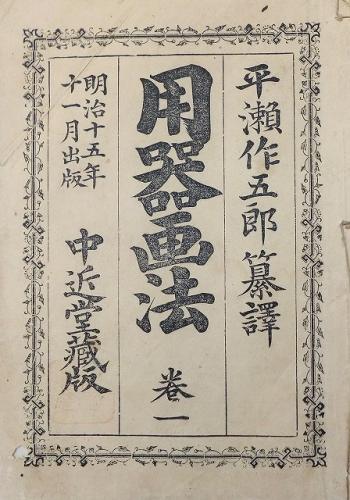
『用器画法』巻一表紙。1882年（明治15年）発行。

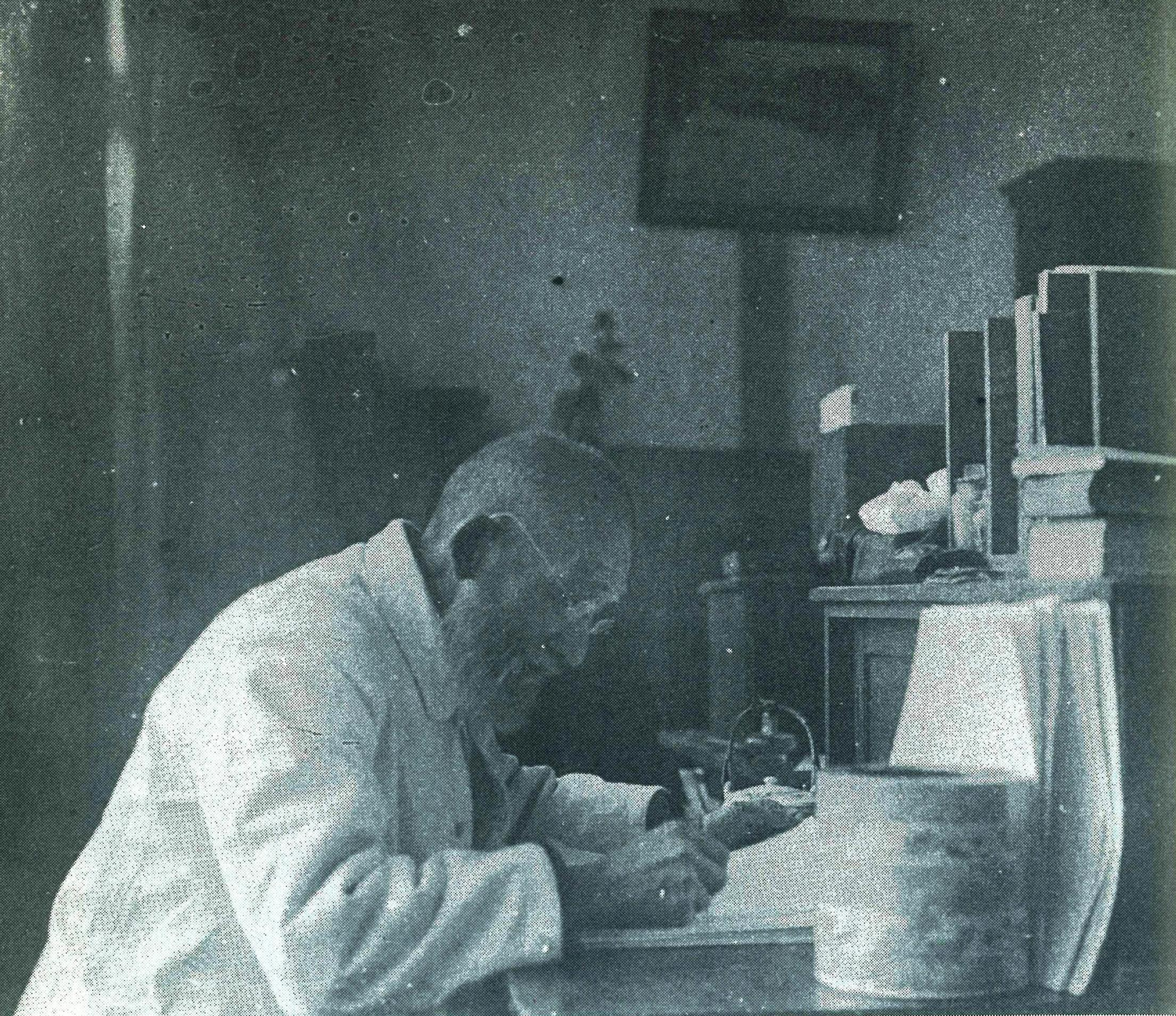
滋賀県立第一中学校（現・彦根東高等学校）で勤務中の平瀬（1901-1908年頃）

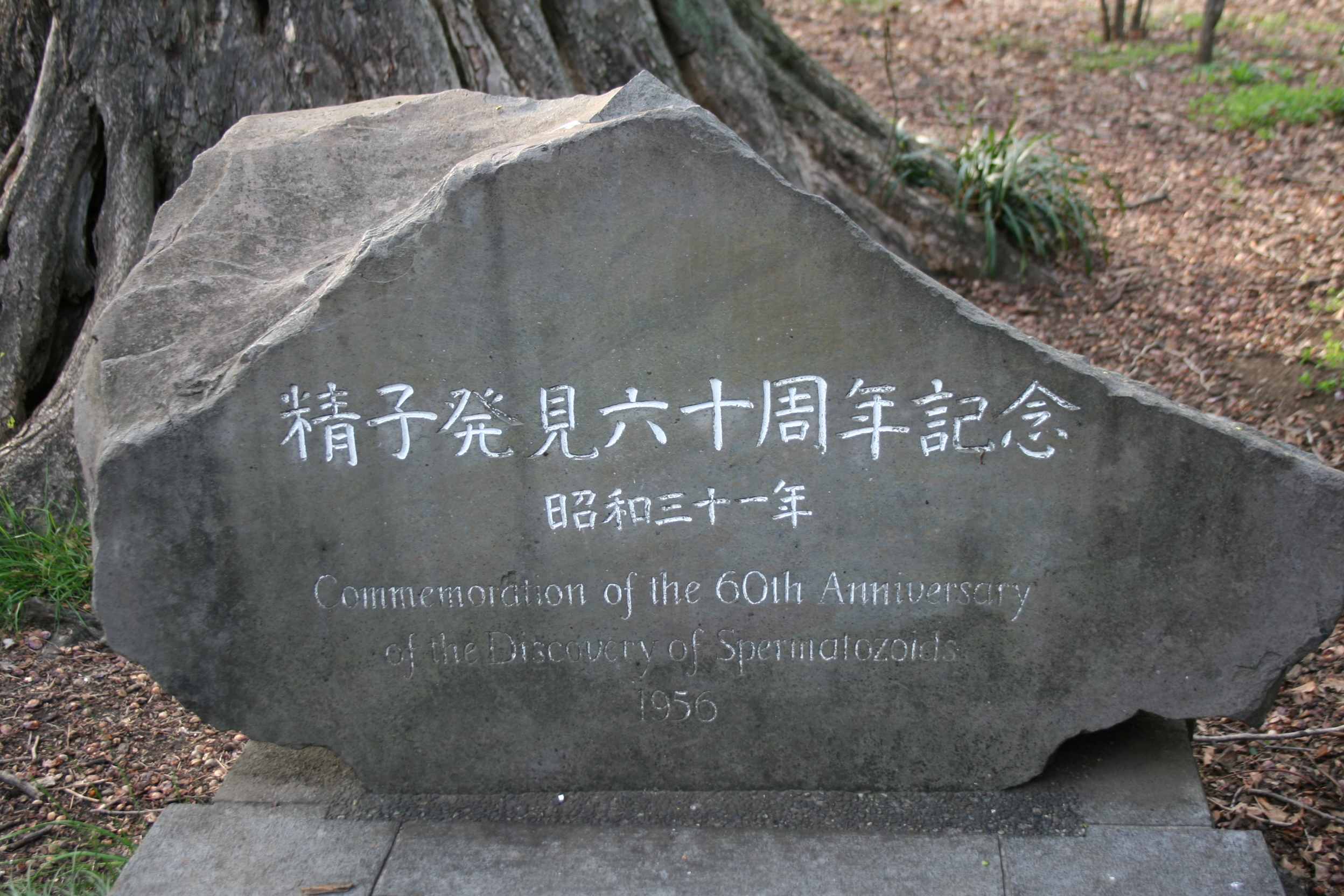
イチョウの精子を発見した平瀬作五郎の60年後の1956年 (昭和 31年)に建立の「精子発見六十周年記念」と刻された記念碑

平瀬 作五郎（ひらせ さくごろう、安政3年1月7日（1856年2月12日） - 大正14年（1925年）1月4日）は、明治・大正期の植物学者。

## 経歴
1856年、福井市日之出町にて、福井藩士平瀬儀作の長男として生まれる。1872年、福井藩中学校（現・福井県立藤島高等学校）に入学、加賀野井成是に油絵を学ぶ。卒業後、同校の中進業生図画教授助手を拝命。1873年、山田成章の写実派油絵を学ぶために上京。
1875年、東京での油絵留学から帰郷し、岐阜県の中学・遷喬館（現・岐阜県立岐阜高等学校）に図画教員として就職した。1887年に退職するまでの13 年の教員生活の間に、図画教科書として『画学初歩』、『用器画法』、『図画指要』、『小学用器画法』を出版するなど、製図・図画の教育や普及への貢献も顕著である。最近の研究では、この教育活動により、現在の岐阜県における画鋲の方言「ガバリ（画針）」が普及したことが指摘されている。
1888年、帝国大学理科大学（現・東京大学理学部）植物学教室に画工として勤務、1890年技手となる。主として図画を描いていたが、植物学に興味をいだき、1893年、イチョウの研究を始める。1894年1月に最初の論文「ぎんなんノ受胎期ニ就テ」を「植物学雑誌」に発表、1896年にはイチョウの精子を世界ではじめてプレパラートで確認した。
平瀬作五郎によるイチョウの精子の発見は、池野成一郎によるソテツの精子の発見に先立つ1894年1月であると言われている。平瀬は、寄生虫かと思って当時助教授だった池野成一郎に見せたが、池野は一目見るなり「精子だ」と直感したという。その後1896年9月9日に「花粉管端より躍然精虫の遊動して活発に転々突進する状況を目撃」し、10月には「いてふノ精虫に就テ」という論文を発表している。これが世界で初めての裸子植物における精子の発見となり、池野成一郎によるソテツの精子の発見と合わせて、日本人による植物学への最も輝かしい貢献となった。
平瀬作五郎は、その後1年して彦根中学へ転出し、一時は研究も断念、不幸な時期を体験している。しかし1912年、恩師ともいえる池野成一郎とともに、それぞれイチョウとソテツの精子の発見を高く評価されて、帝国学士院恩賜賞を授与された。ほとんど学歴のない平瀬に恩賜賞が授与される、というのは異例のことであった。もっともはじめは平瀬作五郎の授与は予定されていなかったらしく、「平瀬が貰わないのなら、私も断わる」と池野成一郎がいうので、2人受賞になったという。
後半生は、花園中学校で教鞭をとったが、1924年、肝硬変で退職、1925年、京都市右京区御室の自宅で永眠。
平瀬作五郎が精子を発見したイチョウの木は、今でも東京都文京区白山にある東京大学理学部附属植物園の中に保存されている。1956年、そのイチョウの木の下に記念碑が建てられ、「精子発見六十周年記念」と刻された。
1996年9月9日、東京大学安田講堂で、「イチョウ精子発見百周年記念市民国際フォーラム」が開かれ、平瀬作五郎の功績として紹介された。
2019年、子孫より帝国学士院恩賜賞賞牌が福井県教育博物館に寄贈され、企画展が開催された。
2022年、研究対象とした東京大大学院理学系研究科附属植物園（別名・小石川植物園、東京都文京区）のイチョウの苗木二本が福井県教育博物館に寄贈された。